# Gemix
 (juin 2016).
Si vous disposez d'ouvrages ou d'articles de référence ou si vous connaissez des sites web de qualité traitant du thème abordé ici, merci de compléter l'article en donnant les références utiles à sa vérifiabilité et en les liant à la section « Notes et références ».
 (mai 2017).
Sa qualité peut être largement améliorée en utilisant un vocabulaire plus directement compréhensible.
Gémix est un cheval de course pur-sang anglais.
Double lauréat de la Grande Course de Haies d'Auteuil (Gr1), il a été un champion européen des courses d'obstacle sur les haies. Il est aujourd'hui[Quand ?] étalon en France, au haras de Victot.

## Origines
Né en 2008 au haras d'Ayguemorte, Gémix est issu d'une famille modeste. Il est le sixième produit de sa mère Ges, qui est elle-même gagnante de deux courses. Il faut remonter à la troisième mère pour retrouver des gagnants de courses principales : on peut citer Go Milord, gagnant de course de Groupe 3 en plat, Go In Front, placé à ce niveau en obstacle, ou encore Gat et Darling Story, gagnants de Listed.
Gémix a été présenté yearling aux ventes Osarus. Il y a été acheté pour 13 500 € par l'entraîneur Thierry Larrivière, chez qui il a commencé sa carrière de courses.

## Carrière de courses
Précoce, Gémix débute dans la première course pour deux ans du sud-est, le Prix Carqueiranne, en avril 2010. Il s'y classe deuxième pour les couleurs de Michel Espagnol. Quelques mois plus tard à Vichy, il s'impose avec la manière (8 longueurs) dans un réclamer[Quoi ?], sous la selle de Guillaume Millet. Il est alors acheté pour 28 555 € par Mme Francis Teboul et rejoint les boxes du jeune entraîneur Nicolas Bertrán de Balanda. Après trois accessits, il renoue avec le succès pour sa dernière sortie de l'année dans une course D à Lyon Parilly, monté par Antoine Sanglard. En huit courses à deux ans, il totalise ainsi deux victoires et cinq places.
Pour son retour à la compétition à trois ans, il s'impose d'emblée à Lyon, sur 1 600 m. Il monte alors de catégorie en courant une course B à Saint-Cloud, mais ne se classe que 6e, étant gêné par un autre concurrent dans la phase finale. Le deuxième essai sera le bon : il fait sien le Prix du Vert Galant à Longchamp. Il tente ensuite sa chance au niveau Listed[Quoi ?] par deux fois, sans succès, et revient donc sur le créneau des courses B[Quoi ?]. Toujours sur la distance du mile, il finit notamment sixième dans une arrivée de Quinté + très serrée en novembre 2011. Présenté aux ventes d’Automne d’Arqana quelques jours après cette performance, il sera finalement racheté 36 000 €.
À quatre ans, son entourage le dirige sur les obstacles. Lors de ses débuts dans la discipline à Lyon, un concurrent chute juste devant lui et le déséquilibre : son jockey tombe. C'est la seule fois où apparaît « tombé » dans sa carrière, car il finira sans encombre ses dix-huit parcours suivants. Le premier, à Enghien, se solde par une facile victoire (12 longueurs) devant Buck's Bank. Le deuxième, à Auteuil, associé pour la première fois à David Cottin, est aussi victorieux : Gémix gagne par 10 longueurs, devançant Ubak. Ce dernier sera exporté à la suite de cette performance et deviendra un excellent cheval de groupe Outre-Manche. Gémix retrouve alors le niveau des Listed, en obstacle cette fois : il s'impose de 4 longueurs dans le Prix Melanos en septembre 2012. Il est alors engagé dans un groupe III sur les haies, le Prix de Maisons-Laffitte : il se classe deuxième, seulement battu par Usual Suspects, le lauréat du Prix Alain du Breil (Gr1) au printemps. Il réitère trois semaines plus tard, battu cette fois par Esmondo dans le Prix Pierre de Lassus (Gr3), avant de finir proche troisième dans le Prix Renaud du Vivier (Gr1), derrière Esmondo et Défi d'Anjou.
Pour son retour à cinq ans dans le Prix Juigné (Gr3), il est battu du minimum à la lutte par Wutzeline et Mazuelo, qui avaient tous deux davantage couru pendant l’hiver et à qui il rendait du poids. Il confirme cette bonne rentrée en remportant dans la foulée le Prix Hypothèse (Gr3) par 12 longueurs, offrant ainsi une première victoire de Groupe à son entraîneur et à ses propriétaires. Un mois plus tard, il enchaîne avec le Prix Léon Rambaud (Gr2), qu’il gagne par 6 longueurs. Son entourage décide alors de courir la Grande Course de Haies d'Auteuil (Gr1), malgré l’incertitude sur les capacités du cheval à tenir la distance des 5 100 m du grand rendez-vous. Il n’a alors jamais dépassé les 3 900 m en compétition, mais son comportement en course s’est beaucoup amélioré cette saison là : le cheval est plus calme et s’économise pendant le parcours. Il va le prouver le 9 juin 2013 en s’imposant de toute une classe dans un lot très international : il domine l’anglais Solwhit de 8 longueurs, ce dernier devançant l’irlandais Zaidpour de 9 longueurs.
Pour sa rentrée en septembre, il est deuxième du Prix de Compiègne (Gr3) de Lord Prestige, battu de moins d’une longueur. Il sera emmené directement sur le Grand Prix d’Automne (Gr1) en novembre, où il se classe proche troisième de Rêve de Sivola et Lord Prestige. Il tente l’aventure à Cheltenham, dans le Relkeel Hurdle (Gr2) en décembre, mais finira seulement à la quatrième et dernière place, n’ayant jamais respiré sur un parcours très exigeant.
À six ans, il suit le même programme que l’année précédente : rentrée dans le Prix Juigné (Gr3) où il est à nouveau troisième, devancé par Lord Prestige et Monpilou. Dans le Prix Hypothèse (Gr3) il concède la victoire d’une courte tête à l’irlandais Un de Sceaux. Ce dernier remportera aussi le Prix Léon Rambaud (Gr2), Gémix finissant à la quatrième place. Son entourage ne change pas pour autant sa feuille de route et il ne courra plus avant juin et la Grande Course de Haies d’Auteuil. Elle se dispute en terrain très souple et le verdict est limpide : Gémix s’impose par 7 longueurs, dans une édition d’un excellent niveau, s’offrant au passage le record de l’épreuve en 6 min 02 s 57. Après avoir mené, il accélère entre les deux dernières haies, puis à nouveau sur le plat et domine Le Grand Lucé et Zarkandar.
Après une pause estivalz, il s’impose pour sa rentrée dans le Prix de Compiègne (Gr3). Pris au piège derrière trois concurrents au début de la ligne droite, son jockey David Cottin est obligé de le décaler pour venir en pleine piste. Gémix produit alors sa fameuse accélération pour venir chercher la victoire. Il finira sa saison dans le Grand Prix d’Automne (Gr1), où il est second d’un excellent Zarkandar.
Quelques jours après la course, son entourage annonce que le cheval arrête la compétition pour entrer au haras. Il est en effet un des rares sauteurs à faire carrière en étant entier, la plupart des chevaux d’obstacle étant castrés avant même de débuter.
Sa carrière de course est hors du commun : Gémix a fait deux saisons au plus haut niveau en obstacle sans jamais sortir des quatre premiers, et ce en ayant commencé sa carrière en plat à 2 ans. En obstacle, il a remporté cinq courses de groupe. Son bilan global : 35 sorties, 12 victoires, 16 places, pour 1 023 180 € de gains, sans compter les primes.

## Au haras
Gémix est un des rares sauteurs à avoir été gardé entier pour sa carrière de course. Avec son palmarès, il entre au haras en 2015 au tarif de 3 500 €. Il est stationné au haras de Victot, sur la commune de Victot-Pontfol non loin de Deauville. Il saillit 43 juments en 2015[réf. nécessaire].

## Pedigree
| Origines de Gémix | Origines de Gémix | Origines de Gémix | Origines de Gémix |
| ----------------- | ----------------- | ----------------- | ----------------- |
| Père Carlotamix   | Linamix           | Mendez            | Bellypha          |
| Père Carlotamix   | Linamix           | Mendez            | Miss Carina       |
| Père Carlotamix   | Linamix           | Lunadix           | Breton            |
| Père Carlotamix   | Linamix           | Lunadix           | Lutine            |
| Père Carlotamix   | Carlitta          | Olympio           | Naskra            |
| Père Carlotamix   | Carlitta          | Olympio           | Carols Christmas  |
| Père Carlotamix   | Carlitta          | Creamery          | Secretariat       |
| Père Carlotamix   | Carlitta          | Creamery          | Cream 'N Crimson  |
| Mère Ges          | Hours After       | Alleged           | Hoist the Flag    |
| Mère Ges          | Hours After       | Alleged           | Princess Pout     |
| Mère Ges          | Hours After       | Brown Berry       | Mount Marcy       |
| Mère Ges          | Hours After       | Brown Berry       | Brown Baby        |
| Mère Ges          | Gofter            | Crofter           | Habitat           |
| Mère Ges          | Gofter            | Crofter           | Marie Curie       |
| Mère Ges          | Gofter            | Go Mila           | Go Marching       |
| Mère Ges          | Gofter            | Go Mila           | Mot Croisé        |